# Brücke von Châtillon-sur-Loire
Die Brücke von Châtillon-sur-Loire ist die einzige Brücke über die Loire in Châtillon-sur-Loire im Département Loiret in Frankreich. Sie verbindet den südlich des Flusses liegenden Ort mit den nördlich gelegenen landwirtschaftlichen Gebieten und der Route nationale 7.

## Lage
Die nächsten Straßenbrücken über die Loire sind die 8 Kilometer Luftlinie flussaufwärts gelegene Brücke von Bonny-sur-Loire und 13,5 Kilometer flussabwärts die Brücke bei Gien. 4,5 Kilometer flussabwärts liegt die Kanalbrücke Briare (Pont-canal de Briare), mit der der Loire-Seitenkanal die Loire überquert. Sie ist für Boote bis zur Freycinet-Größe sowie für Fußgänger und Radfahrer passierbar.
Die nach der Fertigstellung des Loire-Seitenkanals 1838 begonnene Brücke lag an der Stelle, an der damals der Kanal die Loire in ihrem eigenen Flussbett überquerte. Die Querung erfolgte in einer durch einen Deich im Flussbett gebildeten Fahrrinne, die zusammen mit dem Hauptstrom schräg vom linken zum rechten Ufer verlief und wenige Meter unterhalb der Brücke endete.

## Geschichte
Die auf der Basis einer 47-Jahre-Konzession errichtete und 1841 eröffnete Brücke von Châtillon-sur-Loire ist eine der zahlreichen von Marc Seguin bzw. seinem Unternehmen Marc Seguin Freres in Frankreich gebauten Hängebrücken. Die Brücke wurde 1846 und 1856 durch Hochwasser schwer beschädigt und jeweils wiederhergestellt. 1931 wurde sie durch einen leicht verstärkten Neubau ersetzt. 1940 wurde dieser zerstört, später wieder aufgebaut und 1951 dem Verkehr übergeben.

## Beschreibung

Planskizze der Brücke von Châtillon-sur-Loire

Die Straßenbrücke hat zwei Fahrspuren und einen Gehweg an beiden Seiten. Sie ist von Ankerblock zu Ankerblock gemessen 453 Meter lang und hat einen Pfeilerachsabstand zwischen den äußeren Pylonen von 353,42 Meter. Die Aufteilung der Brücke in einzelne Spannfelder wurde durch die Fahrrinne des Loire-Seitenkanals und ihren Deich im Flussbett bestimmt. Der Achsabstand vom Pfeiler am rechten Ufer bis zum Pfeiler Nr. 3 auf dem Deich betrug 96,07 Meter. Aus Gründen der Symmetrie erhielt das Spannfeld am linken Ufer eine mit 96,27 Meter fast gleiche Länge. Der in der Mitte verbleibende Abschnitt wurde danach in zwei 80,57 Meter bzw. 80,51 Meter lange Spannfelder aufgeteilt.
Daher weist die Brücke fünf Pylonpaare hintereinander auf. Die aus Steinmauerwerk bestehenden Pylone an den Ufern sind in Anlehnung an ein klassizistisches Portal durch einen ebenfalls steinernen Architrav gegeneinander versteift. Die drei ebenfalls steinernen Pylonpaare über dem Flussbett sind nicht miteinander verbunden. Sie enden in einem der Gliederung des Architravs nachempfundenen Kopf.
Die jeweils vier nebeneinander angeordneten Tragkabel laufen nicht über die ganze Brücke hinweg, sondern nur von der Spitze eines Pylons zur nächsten. An den Tragkabeln sind senkrechte Hänger aus Stahlstäben befestigt, die das Brückendeck tragen. Zwischen den Spitzen der Pylone sind außerdem sogenannte Ausgleichsseile (Câbles d’équilibre) gespannt, und zwar über den äußeren Spannfeldern zweifach, über den mittleren Spannfeldern dreifach ausgelegt. Die Pylone an den Ufern sind am linken Ufer mit je acht, am rechten Ufer mit je vier etwas stärkeren Ankerseilen an den Ankerblöcken befestigt. Der Fahrbahnträger besteht aus stählernen Kastenträgern. Seitlich an den Kastenträgern sind Schienen angebracht, die den Brückenbesichtigungssteg des jeweiligen Spannfeldes tragen.